# دليل البرامج الإلكتروني

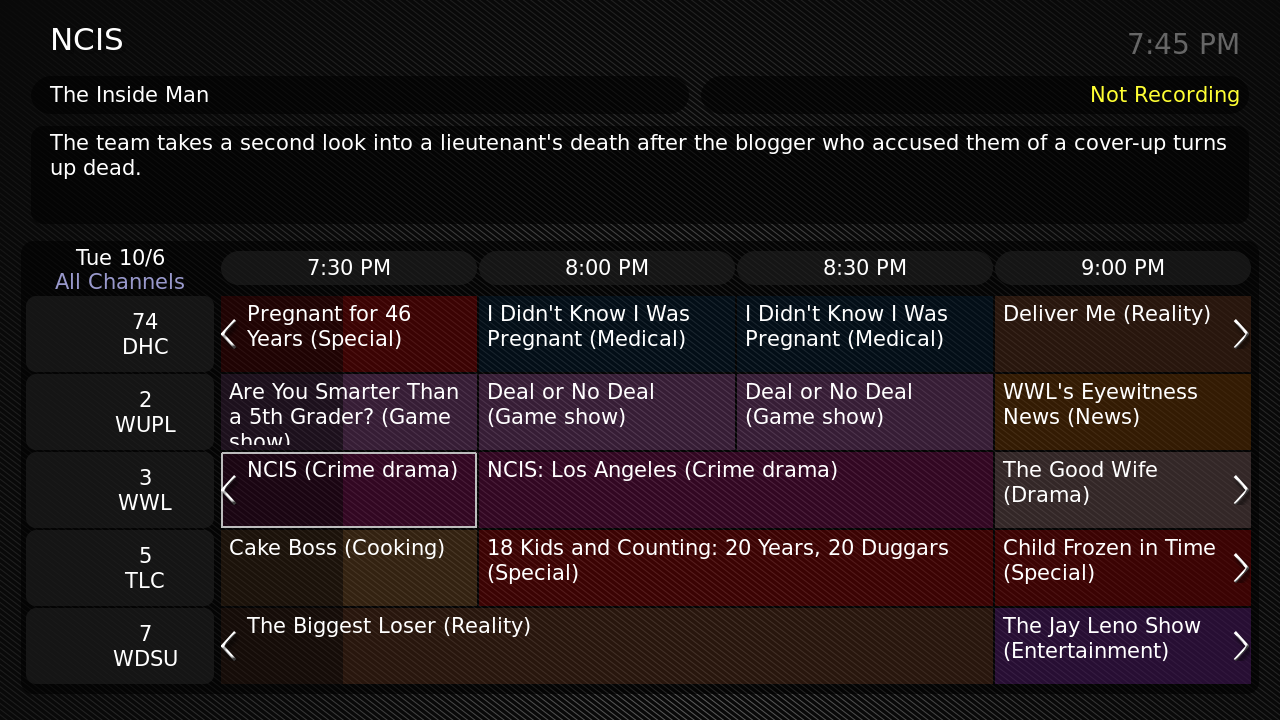
واجهة دليل البرامج الإلكتروني في تطبيق مايث تي في.

دليل البرامج الإلكتروني (بالإنجليزية: Electronic Program Guide)‏ يختصر (EPG) ودليل البرمجة التفاعلي (بالإنجليزية: Interactive programming guides) تختصر (IPG) هي أنظمة على شكل قوائم توفر لمستخدمي التلفزيون والراديو وتطبيقات الوسائط الأخرى قوائم محدثة باستمرار تعرض معلومات الجدولة لبرامج البث الحالية والمقبلة (في أغلب الأحيان قوائم التلفزيون). تتميز بعض الأدلة بالعودة للخلف للتمكين من اللحاق بالمحتوى الذي سبق عرضه. تُعرف القوائم عادةً باسم الدليل التلفزيوني.
قد يتم توزيع البيانات المستخدمة للدليل التفاعلي عبر الإنترنت، إما مقابل رسوم أو مجانًا، ويتم تنفيذها على المعدات المتصلة مباشرة أو من خلال الكمبيوتر من خلال الإنترنت.
يمكن للدليل التفاعلي على التليفزيون التعاون جنبًا إلى جنب مع تقنية التحكم في مشاهدة البرامج (PDC) أيضًا تسهيل اختيار البرامج التلفزيونية للتسجيل باستخدام مسجلات الفيديو الرقمية (DVR)، والمعروفة أيضًا باسم مسجلات الفيديو الشخصية (PVRs).